# Гридинська (Вельський район)
Гридинська (рос. Гридинская) — присілок в Вельському районі Архангельської області Російської Федерації.
Населення становить 13 осіб. Входить до складу муніципального утворення Хозьминське муніципальне утворення.

## Історія
Від 1937 року належить до Архангельської області.
Від 2004 року належить до муніципального утворення Хозьминське муніципальне утворення.

## Населення
| 2002 | 2010 | 2012 | 2014 |
| ---- | ---- | ---- | ---- |
| 28   | ↘10  | ↗14  | ↘13  |